# Karl Hermann Frank
Karl Hermann Frank (ur. 24 stycznia 1898 w Karlowych Warach, zm. 22 maja 1946 w Pradze) – zbrodniarz hitlerowski, jedna z najważniejszych postaci wśród Niemców sudeckich oraz Wyższy Dowódca SS i Policji w Protektoracie Czech i Moraw. W SS miał stopień SS-Obergruppenführera.

## Życiorys
Urodzony w Karlowych Warach (brat pisarza Ernsta Franka), od dzieciństwa uczony był przez ojca nienawiści do Czechów, Słowaków i Żydów. Po nieudanej przygodzie ze studiami prawniczymi na niemieckim Uniwersytecie w Pradze, wstąpił do austro-węgierskiej armii i walczył w niej pod koniec I wojny światowej. Po wojnie należał do różnych prawicowych ugrupowań i organizacji.
W 1919 r. Frank wstąpił do Niemieckiej Narodowosocjalistycznej Partii Robotników (niem. Deutsche Nationalsozialistiche Arbeiterpartei – DNSAP) i zajmował się dystrybucją książek propagujących nazizm. Gdy partia ta została zlikwidowana przez władze czechosłowackie, pomagał on w tworzeniu w 1933 r. Sudeckoniemieckiego Frontu Ojczyźnianego (niem. Sudetendeutsche Heimatsfront – SHF; jako pierwszy doprowadził do powstania struktur SHF w terenie), który w 1935 r. zaczął oficjalnie występować jako Partia Sudeckoniemiecka (niem. Sudetendeutsche Partei, skrót SdP) i miał charakter odpowiednika NSDAP. W 1935 Frank został zastępcą lidera partii i wybrano go do czechosłowackiego parlamentu. Reprezentował on najbardziej skrajne skrzydło SdP, dzięki czemu po aneksji Kraju Sudetów (niem. Sudetenland) przez III Rzeszę (październik 1938) otrzymał stanowisko zastępcy gauleitera Okręgu Rzeszy Kraju Sudetów (niem. Reichsgau Sudetenland) – Konrada Henleina. Heinrich Himmler doceniał radykalizm Franka, mianując go w listopadzie 1938 SS-Brigadeführerem.
W marcu 1939 r., po zajęciu przez III Rzeszę reszty Czech, Frank został powołany na stanowisko wyższego dowódcy SS i Policji oraz sekretarza stanu w nowo powstałym Protektoracie Czech i Moraw (jednocześnie awansował na SS-Gruppenführera). Nominalnie podlegał protektorowi Konstantinowi von Neurathowi, lecz umiejętnie rozszerzał swoją władzę dzięki znakomitej znajomości realiów czeskich i poparciu Himmlera (wykorzystywał to do osłabienia pozycji von Neuratha). Frank stosował terror wobec czeskich opozycjonistów występujących przeciw władzy niemieckiej, aresztując m.in. premiera Czech i Moraw Aloisa Eliáša. Gdy von Neurath został odwołany ze stanowiska we wrześniu 1941, na stanowisko protektora Adolf Hitler mianował Reinharda Heydricha. Heydrich i Frank stworzyli system terroru.
Po śmierci Heydricha w zamachu przeprowadzonym przez czeskich komandosów w czerwcu 1942, Frank sam oczekiwał stanowiska protektora. Stało się inaczej i na stanowisko to powołany został Kurt Daluege. Daluege i Frank kierowali represjami wobec ludności cywilnej Czech w odwecie za zamach na Heydricha. Miało wówczas miejsce zniszczenie wsi Lidice i innych miejscowości, co stało się symbolem hitlerowskiego terroru. Oprócz tego tysiące Czechów zamknięto w obozach koncentracyjnych. Władza Franka stale się rozszerzała i mimo powołania na stanowisko protektora Czech i Moraw Wilhelma Fricka (1943) faktycznym władcą Czech był Frank. Jeszcze w sierpniu 1942 został Ministrem Stanu jako Minister Rzeszy do spraw Czech i Moraw, a w lipcu 1943 awansował na SS-Obergruppenführera i generała Waffen-SS. Od 1943 terror kierowany przez Franka jeszcze się nasilił, uderzając zwłaszcza w czeskich Żydów.
Po śmierci Hitlera Frank próbował uniknąć odpowiedzialności, wyciągając ze swoich więzień polityków nie splamionych współpracą z Niemcami, aby utworzyć z nich rząd projektowanej Republiki Czeskomorawskiej, któremu planował (za zgodą prezydenta Rzeszy Dönitza) przekazanie władzy. Jednocześnie jednak rozkazał rozstrzelanie 51 więźniów obozu w Terezinie, których powrót na wolność był jego zdaniem niewskazany.
9 maja 1945 r. Frank poddał się żołnierzom amerykańskim, a następnie został ekstradowany do Czech. W marcu i kwietniu 1946 toczył się jego proces przed Trybunałem Ludowym w Pradze, jego obrońcą z urzędu był Kamill Resler. Za zbrodnie wojenne i przeciw ludzkości został on skazany na karę śmierci przez powieszenie. Wyrok wykonano publicznie na terenie praskiego więzienia Pankrac w obecności 5 tysięcy ludzi 22 maja 1946.